# بارنتو
بارنتو یک شهر در اریتره است که در منطقه گاش-بارکا واقع شده‌است.